# John Armstrong senior

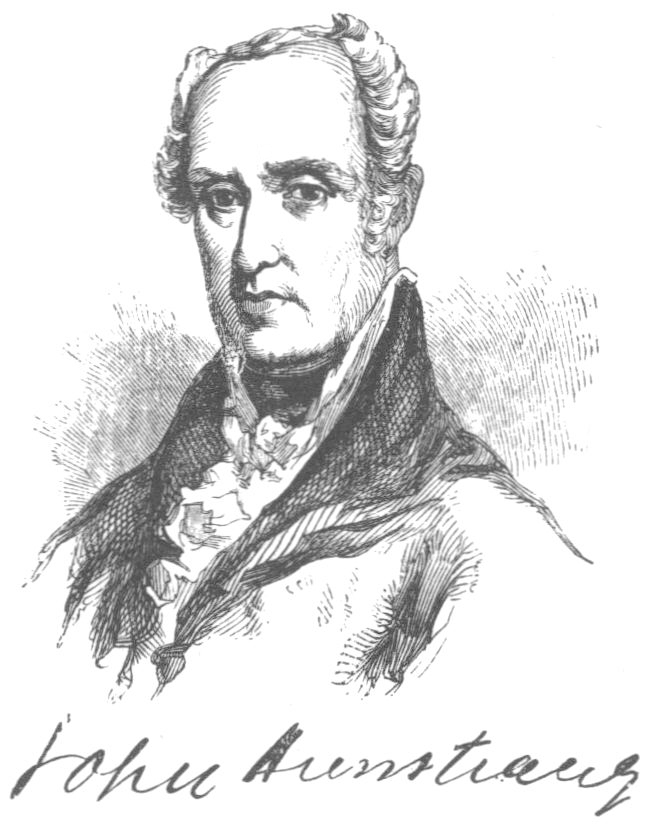
Porträt von John Armstrong Sr.

John Armstrong (* 13. Oktober 1717; † 9. März 1795) war ein US-amerikanischer Bauingenieur, Generalmajor im Amerikanischen Unabhängigkeitskrieg und Delegierter von Pennsylvania im Kontinentalkongress.

## Frühe Jahre
Armstrong war am 13. Oktober 1717 in Brookeborough, County Fermanagh, Irland als Sohn von James Armstrong und Jane Campbell geboren. Er ist ein direkter Nachkomme von Johnnie Armstrong, einen berühmten schottischen Gesetzlosen. John wurde in Irland erzogen und wurde Bauingenieur, bevor er nach Pennsylvania auswanderte. Armstrong kam nach Pennsylvania als Landvermesser für die Penn-Familie, der die Kolonie besaß. 1750 legte er den ersten Plan für die Stadt von Carlisle, Pennsylvania an und war einer von seinen ersten Siedlern. Er wurde später Landvermesser für das neu angelegte Cumberland County.

## Indianerkriege
Während des Franzosen- und Indianerkriegs griff und plünderte eine vereinigte Streitmacht von Delaware-/Lenape-Indianern und Franzosen im Juni 1756 Fort Granville (nahe dem heutigen Lewistown) und nahmen etliche Gefangene entlang der Kittanning Path auf dem Weg zu ihren verstärkten Dorf Kittanning an dem Allegheny River (heute Kittanning, Pennsylvania). Gouverneur John Penn befahl den Provinztruppen, die in Cumberland County stationiert waren, zu reagieren. Colonel Armstrong führte den Kittanning Feldzug an, ein ausgeprägter Angriff tief ins Feindesland, das Kittanning am 8. September 1756 zerstörte. Für dieses Gefecht erlangte Armstrong lebenslangen Ruhm als „Held von Kittanning“.
1758 führte Colonel Armstrong Pennsylvanias 2.700 Mann starken Provinztruppen auf den Forbes Feldzug. Die Annäherung dieser veranlasste die Franzosen, Fort Duquesne zur räumen und zu sprengen.
Bei diesem Feldzug wurde Armstrong ein guter Freund des anderen Milizkommandanten, Colonel George Washington.

## Amerikanischer Unabhängigkeitskrieg
In den frühen Stadien des Amerikanischen Unabhängigkeitskriegs war Armstrong ein Brigadiergeneral in der Pennsylvania-Miliz. Am 1. März 1776 ernannte ihn der Kongress zum Brigadiergeneral der Kontinentalarmee. Daraufhin wurde er südwärts gesandt, um Vorbereitungen für die Verteidigung von Charleston, South Carolina zu treffen. Seine Technikbegabungen trugen einen Beitrag beim Aufbau der Verteidigung bei, die ihnen später im Jahr ermöglichte, die Belagerung von Charleston zu widerstehen. Als General Charles Lee ankam, um das Kommando zu übernehmen, kehrte er zu seinen Aufgaben bei der Hauptarmee und der Pennsylvania Miliz zurück. Pennsylvania ernannte ihn zum Generalmajor, verantwortlich für die Staatsmiliz. Diese beendete seinen Dienst in der Kontinentalarmee, jedoch nicht seinen Dienst im Krieg oder gar seine Zusammenarbeit mit General Washington.
Bei der Schlacht von Brandywine am 11. September 1777 hielt Armstrongs Miliz die linke Seite der amerikanischen Linie. Sie waren außerdem auch für den Schutz der Armeeversorgung verantwortlich. Nach einem harten Kriegstag wurden die Amerikaner zum Abziehen gezwungen, da sie umzingelt waren. Armstrong brachte den Versorgungstroß und seine Miliz in der Dunkelheit aus Pyles Ford heraus.
In der Schlacht von Germantown am 2. Oktober führte General Armstrong den amerikanischen Befehl. Seine Mission war die britische linke Flanke zu umgehen und ihre Rückseite dort anzugreifen. Trotz der Verzögerung und der Schwierigkeiten, die einige Einheiten beim Vorrücken hatten, ging der gesamte Angriff gut, bis die Flanke bei Chew House gehalten war.
Anschließend kam ein starker Nebel auf, in welchem sich General Adam Stephens Männer auf Anthony Wyness Truppen hin zurückzogen, was wohl auch durch friendly fire verursacht wurde. Armstrong, dessen Männer fast zur Mitte von Germantown vorgerückt waren, wurden nicht großartig in den Kampf miteinbezogen. Er beschwerte sich später, dass es „ein prachtvoller Sieg war, gekämpft und acht zehnte gewonnen, ... unerklärlicherweise verloren, für diesen Moment kann kein Mann ... keinen triftigen Grund für diese Flucht geben.“
Nach Germantown wurde Armstrong die Erlaubnis gewährt sein aktives Kommando abzutreten. Seine Gesundheit – zumal mit sechzig Jahren – war nicht, was sie gewesen war, und alte Wunden machten ihm Schwierigkeiten. Zuhause in Carlisle zurückgekehrt, wurde er durch die Pennsylvaniaversammlung in den Kontinentalkongress gewählt. Als Delegierter zwischen 1777 und 1780 war er ein starker Verfechter von Washington und der stehenden Armee. Armstrong war ein Unterstützer einer neuen Verfassung der Vereinigten Staaten. Er kehrte während seiner letzten Tage zwischen 1787 und 1788 in den Kongress zurück.

## Spätere Jahre
Während seines Lebens diente Armstrong in einer Anzahl von lokalen zivilen Ämtern. Eines von diesen, die Schulbehörde von Carlisle (Carlisle school board), führte zum ursprünglich abgelehnten Vorhaben des Dr. Benjamin Rush zur Eröffnung eines College in der Stadt. Später gab er jedoch nach und wurde ein Mitglied des ersten Gremiums von Trustees am Dickinson College.
John starb zuhause in Carlisle, Pennsylvania, am 9. März 1795 und wurde auf dem Old Carlisle Cemetery begraben. 1800, als Pennsylvania einen neuen County bei Kittanning erschuf, wurde dieses Armstrong County benannt. Sein Sohn, John Armstrong, Jr. diente ebenfalls in der Armee und dem Kongress, sowie als Senator von New York und als Kriegsminister der Vereinigten Staaten.